# 荒川良々
荒川 良々（あらかわ よしよし、1974年1月18日 - ）は、日本の俳優。佐賀県小城市出身。大人計画所属。龍谷高等学校卒業。

## 来歴
実家は呉服屋。高校時代はラグビー部所属。
高校卒業後は、福岡市内にある簿記の専門学校に通う。その後は、アルバイトで資金をためて3か月ほどニューヨークで生活するなどの経験をしたのち、1998年に大人計画のオーディションを受けて合格。
映画・ドラマ・CMに多数出演。2008年公開の映画『全然大丈夫』で初の主役を演じる。

## 人物
ぽっちゃり体型・丸刈りが特徴的な役者。様々な役どころをこなす名脇役として数々のドラマに出演している。
かつては荒川 上手（あらかわ じょうず）の芸名で活動していたが、名前の読み間違いが多かったことなどの事情により、本名から一字をとって、現在の芸名に改名した（どちらの芸名も大人計画の主宰・松尾スズキが命名したものである）。
左利きである。

## 受賞歴
2025年
- 第32回読売演劇大賞 優秀男優賞（『ふくすけ 2024 -歌舞伎町黙示録-』『桜の園』）

## 出演

### 舞台
- タ・マニネ「ワニを素手でつかまえる方法」（2004年、PARCO劇場）
- 「アイスクリームマン」（2005年、下北沢ザ・スズナリ）
- 「浮気する妊婦」（2008年、シアターコクーン）
- 劇団ワンダフルズ第3回公演「世界の博覧会」（2008年、下北沢駅前劇場）
- 「女教師は三度抱かれた」（2008年、シアターコクーン）
- 「博覧會〜世界は二人のために〜」（2010年、PARCO劇場）
- 男子はだまってなさいよ!7「天才バカボン」（2010年、本多劇場） - バカボン 役
- 青山円劇カウンシル#4 〜Re〜「その族の名は『家族』」（2011年、青山円形劇場）
- シティボーイズミックスPRESENTS「動かない蟻」（2011年、世田谷パブリックシアター）
- ハイバイ「ポンポン お前の自意識に小刻みに振りたくなるんだ ポンポン」（2012年、こまばアゴラ劇場）
- 男子はだまってなさいよ!9「聖バカコント」（2013年、本多劇場）
- キレイ 〜神様と待ち合わせした女〜（2014年、シアターコクーン）
- 男子はだまってなさいよ!10「レッツラゴン」（2015年、本多劇場）
- ウーマンリブvol.13「七年ぶりの恋人」（2015年10月29日 - 11月29日、下北沢 本多劇場 / 12月2日 - 12月9日、シアター・ドラマシティ）
- ビニールの城（2016年、シアターコクーン） - ター 役[5]
- ニンゲン御破算（2018年6月7日 - 7月15日、Bunkamuraシアターコクーン / 森ノ宮ピロティホール）-　黒太郎 役
- オフシアター歌舞伎「女殺油地獄」（2019年5月11日 - 17日、寺田倉庫GI-5F / 5月22日 - 29日、新宿FACE） - 豊嶋屋七左衛門／白稲荷法印 役[6]
- 赤堀雅秋プロデュース「ケダモノ」（2022年4月21日 - 5月22日、東京・本多劇場 / 北海道・かでるホール / 大阪・サンケイホールブリーゼ）[7]
- ウーマンリブ Vol.15「もうがまんできない」（2023年4月14日 - 5月14日、本多劇場・2023年5月18日 - 5月31日、サンケイホールブリーゼ）[8]
- COCOON PRODUCTION 2024「ふくすけ 2024 -歌舞伎町黙示録-」（2024年7月9日 - 8月4日、THEATER MILANO-Za / 8月9日 - 15日、ロームシアター京都 メインホール / 8月23日 - 26日、キャナルシティ劇場）[9]
- シス・カンパニー公演 KERA meets CHEKHOV Vol.4/4「桜の園」（2024年12月8日 - 27日、世田谷パブリックシアター / 2025年1月6日 - 13日、SkyシアターMBS / 1月18日 - 26日、キャナルシティ劇場） - ロパーヒン 役[10]
- サモ・アリナンズプロデュース第28弾「蹂躙さん」（2025年3月23日 - 31日、下北沢ザ・スズナリ）[11]
- 赤堀雅秋プロデュース「震度3」（2025年8月21日 - 9月7日〈予定〉、本多劇場 / 9月10日 - 16日〈予定〉、梅田芸術劇場 シアター・ドラマシティ / 9月19日 - 21日〈予定〉、J:COM北九州芸術劇場 中劇場）[12]
- 大パルコ人⑤オカタイロックオペラ「雨の傍聴席、おんなは裸足…」（2025年11月6日 - 30日〈予定〉、PARCO劇場 / 12月4日 - 14日〈予定〉、SkyシアターMBS / 12月20日・21日〈予定〉、仙台サンプラザホール）[13][14]

### 映画
- アナザヘヴン（2000年） - 友枝智 役
- リスペクト（2001年） - ラッパー 役
- 血を吸う宇宙（2001年） - タクシー運転手 役
- 日雇い刑事（2002年） - バンジー 役
- 突入せよ! あさま山荘事件（2002年） - 木戸：長野県警機動隊員 役
- ピンポン（2002年） - 太田 役
- パルコフィクション（2002年） - 大須観三 役
- 竜馬の妻とその夫と愛人（2002年） - 按摩 役
- ロボコン（2003年） - 豪原・エリート第1ロボット部部長 役
- 日本の裸族（2003年） - アンプ 役
- ジョゼと虎と魚たち（2003年） - 本屋店員 役
- ドラッグストア・ガール（2004年） - 鍋島信次 役
- 恋する幼虫（2004年）
- 下妻物語（2004年） - 八百屋 役
- 赤線（2004年） - キムラヤ 役
- SURVIVE STYLE5+（2004年） - 片桐：殺し屋の通訳 役
- いぬのえいが（2005年）（声の出演） - コロの声
- 真夜中の弥次さん喜多さん（2005年） - 魂 役
- 姑獲鳥の夏（2005年） - 安和寅吉（和寅） 役
- LIMIT OF LOVE 海猿（2006年） - 服部：鹿児島テレビディレクター 役
- 嫌われ松子の一生（2006年） - 島津賢治 役
- アキハバラ@DEEP（2006年） - タイコ 役
- 龍が如く 劇場版（2007年） - 武器屋 役
- 東京タワー 〜オカンとボクと、時々、オトン〜（2007年） - えのもと 役
- 魍魎の匣（2007年） - 安和寅吉 役
- 全然大丈夫（2008年） - 遠山照男 役 ※初主演
- 築地魚河岸三代目（2008年） - 拓也 役
- TOKYO!『シェイキング東京』（2008年） - ヒキコモリ 役
- 私は貝になりたい（2008年） - 滝田二等兵 役
- 鴨川ホルモー（2009年） - 菅原真 役
- LIAR GAME The final Stage（2010年） - 西田二郎 役
- 大木家のたのしい旅行 新婚地獄篇（2011年） - いいじま 役
- 鍵泥棒のメソッド（2012年） - 工藤純一 役
- 謝罪の王様（2013年） - 和田耕作 役
- ジャッジ!（2014年）- カルロス 役
- 福福荘の福ちゃん（2014年） - シマッチ 役
- 予告犯（2015年） - メタボ 役
- ジヌよさらば〜かむろば村へ〜（2015年） - 青木 役
- TOO YOUNG TO DIE! 若くして死ぬ（2016年） - 仏 役
- 心が叫びたがってるんだ。（2017年） - 城嶋一基 役
- 覚悟はいいかそこの女子。（2018年）- 荒木彰 役
- ハード・コア（2018年11月23日公開、KADOKAWA） - 牛山 役
- 決算! 忠臣蔵（2019年11月22日公開、松竹） - 堀部安兵衛 役
- 1秒先の彼（2023年7月7日公開、ビターズ・エンド） - 釈迦牟尼仏憲 役
- 首（2023年11月23日公開、KADOKAWA） - 清水宗治 役[15][16]
- Cloud クラウド（2024年9月27日公開、東京テアトル / 日活） - 滝本 役[17][18]
- アット・ザ・ベンチ 第2編（2024年11月15日、SPOON）※第2編初出はVimeoで2024年4月27日に配信された短編映画。

### テレビドラマ
- 天国のKiss 第10話（1999年9月、テレビ朝日） - 神尾一寿 役
- 池袋ウエストゲートパーク 第9話（2000年6月、TBS）
- ガッコの先生（2001年10月 - 12月、TBS） - 三郎 役
- 世にも奇妙な物語 春の特別編 「マンホール」（2002年3月27日、フジテレビ）- 田村 役
- 愛なんていらねえよ、夏（2002年7月 - 9月、TBS）- 鷹園礼慈 役
- 私立探偵濱マイク 第9話（2002年8月26日、日本テレビ） - ピザ屋のバイト 役
- やんパパ（2002年、TBS）
- 東京ラブ・シネマ（2003年4月 - 6月、フジテレビ） - 八木のり平 役
- トリック 第3シリーズ エピソード1（2003年10月、テレビ朝日）- 井上真二 役
- 太閤記 サルと呼ばれた男（2003年12月、フジテレビ） - 蔵前一騎 役
- 愛情イッポン!（2004年7月 - 9月、日本テレビ）- 西園寺輝男 役
- 30minutes（2004年10月 - 12月、テレビ東京）
- 大河ドラマ（NHK）
  - 義経 第4回 - 第6回（2005年1月23日 - 2月6日） - 大日坊春慶 役
  - いだてん〜東京オリムピック噺〜 第3回 - 最終回（2019年1月20日 - 12月15日） - 今松 役
- タイガー&ドラゴン（2005年4月 - 6月、TBS） - ジャンプ亭ジャンプ（淡島ゆきお） 役
- 30minutes鬼（2005年7月 - 9月、テレビ東京）
- 菊次郎とさき（テレビ朝日）- ビートきよし 役
  - 第2シリーズ（2005年7月 - 9月）
  - 第3シリーズ（2007年7月 - 9月）
- 危険なアネキ（2005年10月 - 12月、フジテレビ） - 田中 役
- 夜王 〜YAOH〜（2006年1月 - 3月、TBS） - 斉藤慎吾 役
- Happy!（2006年4月7日、TBS） - 海野家康 役
- 奇跡の動物園〜旭山動物園物語〜（2006年5月13日、フジテレビ） - 飼育係・佐々木征也 役
- さいはての向日葵（2006年9月16日、北海道放送） - 松永洋 役
- 奇跡の動物園2007〜旭山動物園物語〜（2007年5月11日、フジテレビ） - 飼育係・佐々木征也役
- おじいさん先生 熱闘篇（2007年7月 - 9月、日本テレビ） - 西寺 役
- 岡部警部シリーズ 多摩湖畔殺人事件（2007年8月31日、フジテレビ） - 柴崎刑事役
- ガンジス河でバタフライ（2007年10月5日・6日、名古屋テレビ） - 高野昭典 役
- 働きマン（2007年10月 - 12月、日本テレビ） - 小林明久役
- さば（2008年3月26日、フジテレビ） - 青年/老女の友人（二役）役
- 未来講師めぐる（2008年1月11日 - 3月14日、テレビ朝日） - シンゴ32 役
- デリパンダ〜おしゃべりデリ坊、東京ド真ん中配達中〜（2008年7月6日 - 9月21日、テレビ東京） - 新人店員 役
- いじわるばあさん（2009年1月9日、フジテレビ） - 伊知割タカシ 役
- 必殺仕事人2009 第10話「鬼の末路」（2009年3月20日、朝日放送）- 小山内儀助 役
- 特別ドラマ企画「誰かが嘘をついている」（2009年10月6日、フジテレビ）-　直木雅治　役
- LIAR GAME シーズン2（2009年11月 - 2010年1月、フジテレビ） - 西田勇一 役
- 奇跡の動物園2010〜旭山動物園物語〜（2010年2月12日、フジテレビ） - 飼育係・佐々木征也役
- 女刑事みずきスペシャル（2010年6月24日、テレビ朝日） - 坂口圭太 役
- うぬぼれ刑事（2010年7月 - 9月、TBS） - 冴木優 役
- バーテンダー（2011年2月 - 4月、テレビ朝日） - 杉山薫 役
- いじわるばあさん3（2011年1月28日、フジテレビ） - 伊地割タカシ 役
- 全開ガール（2011年7月11日 - 9月19日、フジテレビ） - 林佐間男 役
- カゲロウの羽（2012年3月25日、NHK BSプレミアム）
- 猫弁〜死体の身代金〜（2012年4月23日、TBS） - 田村太 役
- 一休さん（2012年6月30日、フジテレビ） - ニセ（蜷川）新右衛門 役
- レジデント〜5人の研修医（2012年10月 - 12月、TBS） - 前田一平 役
- 連続テレビ小説 あまちゃん（2013年4月 - 9月、NHK）- 北三陸駅・副駅長 吉田正義 役
- 大岡越前 第6話（2013年6月15日、NHK BSプレミアム） - 佐吉 役
- NHK徳島放送局開局80周年記念ドラマ「狸な家族」（2013年6月26日、NHK BSプレミアム） - 松木正太郎 役
- 海の上の診療所（2013年10月 - 12月、フジテレビ） - 日内晃 役
- 弱くても勝てます 〜青志先生とへっぽこ高校球児の野望〜（2014年4月 - 6月、日本テレビ） - 増本信樹 役
- 天使と悪魔-未解決事件匿名交渉課-（2015年4月 - 6月、テレビ朝日） - 阿野忠臣 役
- 新・奇跡の動物園 旭山動物園物語2015〜命のバトン〜（2015年4月10日、フジテレビ） - 飼育係・佐々木征也 役
- 戦後70年ドラマスペシャル「妻と飛んだ特攻兵」（2015年8月16日、テレビ朝日） - 小熊勇 役
- 家族ノカタチ（2016年1月17日 - 3月20日、TBS） - 佐々木彰一 役[19]
- 重版出来!（2016年4月12日 - 6月14日、TBS） - 壬生平太 役[20]
- Chef〜三ツ星の給食〜（2016年10月13日 - 12月15日、フジテレビ） - 小松稔 役
- 新春ドラマスペシャル「釣りバカ日誌〜新入社員 浜崎伝助〜 伊勢志摩で大漁! 初めての出張編」（2017年1月2日、テレビ東京） - 矢島健二 役
- バイプレイヤーズ 〜もしも6人の名脇役がシェアハウスで暮らしたら〜 第2話（2017年1月21日、テレビ東京） - 本人 役[21]
- ドラマスペシャル アガサ・クリスティ（テレビ朝日） - 多々良伴平 役
  - そして誰もいなくなった（2017年3月25日・26日、テレビ朝日）
  - 鏡は横にひび割れて～（2018年3月25日、テレビ朝日）
  - 予告殺人（2019年4月14日、テレビ朝日）
- 先に生まれただけの僕（2017年10月14日 - 12月16日、日本テレビ） - 郷原達輝 役
- サバイバル・ウェディング（2018年7月14日 - 9月22日、日本テレビ）  - マスター 役
- リーガルV〜元弁護士・小鳥遊翔子〜（2018年10月11日 - 12月13日、テレビ朝日） - 馬場雄一 役
- フルーツ宅配便（2019年1月12日 - 3月29日、テレビ東京） - マサカネ 役
- 俺のスカート、どこ行った?（2019年4月20日 - 6月22日、日本テレビ） - 古賀健太 役
- サ道 第10話（2019年9月21日、テレビ東京）- 村田直行 役
  - サ道2021 第8話（2021年8月28日）
  - サ道 2024SP 誰しも何かを胸にととのう（2024年12月21日）
- きょうの猫村さん（2020年4月 - 9月、テレビ東京） - 魚屋さん 役
- 月曜プレミア8 小杉健治サスペンス 当番弁護士 梶原藤子の事件ファイル（2020年6月22日、テレビ東京） - 大木悟 役
- タリオ 復讐代行の2人 第6話 （2020年11月13日、NHK） - 赤川緋呂人 役
- 俺の家の話（2021年1月22日 - 3月26日、TBS） - 末広涼一 役
- ムチャブリ! わたしが社長になるなんて（2022年1月12日 - 3月16日、日本テレビ） - 宮内剛 役[22][23]
- 星新一の不思議な不思議な短編ドラマ『ものぐさ太郎』（2022年6月14日、NHK BS4K・BSプレミアム）- 主演[24]
- 連続ドラマW 鵜頭川村事件（2022年8月28日 - 10月2日、WOWOW）- 吉見忠彦 役[25]
- 100万回 言えばよかった（2023年1月13日 - 3月17日、TBS） - 池澤英介 役[26]
- ああ、ラブホテル 〜秘密〜 第4話「早春」（2023年6月9日、WOWOW） - はる夫 役[27]
- 最高の教師 1年後、私は生徒に■された（2023年7月15日 - 9月23日、日本テレビ） - 我修院学 役[28]
- ダブルチート 偽りの警官 - 矢柴等 役
  - Season1（2024年4月26日 - 6月14日、テレビ東京）[29]
  - Season2（2024年6月29日 - 8月17日、WOWOW）[30]
- Dr.アシュラ（2025年4月16日 - 6月25日、フジテレビ） - 梵天太郎 役[31]

### 配信ドラマ
- 呪怨：呪いの家（2020年7月3日、Netflix）- 主演・小田島泰男 役
- 季節のない街（2023年8月9日、ディズニープラス『スター』） - 河口初太郎 役[32]
- Dr.アシュラ スペシャルドラマ「医療監修編」（2025年6月11日、FOD） - 水吉歩夢 役[33]

### テレビアニメ
- おはようハクション大魔王（2013年3月31日 - 、日本テレビ） - ハクション大魔王 役
- ゴー!ゴー!キッチン戦隊クックルン（2019年） - 松太郎 役[34]

### ドキュメンタリー
- ETV特集「辞書を編む人たち」（2014年4月26日、NHK Eテレ）[35] - 語り

### その他のテレビ番組
- 大人計画ウーマンリブvol.14「もうがまんできない2020無観客版」（2020年6月本多劇場収録・2020年10月17日、WOWOWライブ）

### CM
- 大塚製薬 カロリーメイト　『そこは持っとかないと。「会議中」篇』※イエローマンとして瑛太や森山未來と共演
- AEON - 山口智子の夫 役
- アサヒ飲料 WONDA モーニングショット
- EPSON カラリオ ※柴咲コウと共演
- メ〜テレ - 阿部サダヲと共演
- ネスレ「ネスカフェ エクセラ 『コーヒーを買いに出掛ける妻・ハッピーニューモーニング』」（2003年11月30日 ‐ [36]）
- ハウスメイト
- レオパレス21「家具・家電 篇」「遮音性とセキュリティ＋家具・家電 篇」（2013年）
- 日清食品「日清カレーメシ」（2014年4月）ナレーション[37]
- 住友生命「1UP」（2015年）[38]
- トヨタ自動車「ルーミー」（2016年11月 - 、加藤あいと共演）[39]
- 日本郵政グループ（2017年）
- LINE LINE NEWS（2017年7月 - ）
- 住協グループ「フレンチ編・野球編」（2018年4月 - ）
- KDDI au PAY「大黒天登場篇」（2020年3月 - ） - 大黒天 役[40]
- 第一三共ヘルスケア「ぺラックT錠」（2020年9月 - ）
- Moonton Technology「アカシッククロニクル～黎明の黙示録」（2021年6月 - ）[41]

### PV
- GRAPEVINE 「アダバナ」